# RASSF1
RASSF1 (англ. Ras association domain family member 1) – білок, який кодується однойменним геном, розташованим у людей на короткому плечі 3-ї хромосоми.  Довжина поліпептидного ланцюга білка становить 344 амінокислот, а молекулярна маса — 39 219.
| 10         |  | 20         |  | 30         |  | 40         |  | 50         |
| ---------- |  | ---------- |  | ---------- |  | ---------- |  | ---------- |
| MSGEPELIEL |  | RELAPAGRAG |  | KGRTRLERAN |  | ALRIARGTAC |  | NPTRQLVPGR |
| GHRFQPAGPA |  | THTWCDLCGD |  | FIWGVVRKGL |  | QCARLSADCK |  | FTCHYRCRAL |
| VCLDCCGPRD |  | LGWEPAVERD |  | TNVDEPVEWE |  | TPDLSQAEIE |  | QKIKEYNAQI |
| NSNLFMSLNK |  | DGSYTGFIKV |  | QLKLVRPVSV |  | PSSKKPPSLQ |  | DARRGPGRGT |
| SVRRRTSFYL |  | PKDAVKHLHV |  | LSRTRAREVI |  | EALLRKFLVV |  | DDPRKFALFE |
| RAERHGQVYL |  | RKLLDDEQPL |  | RLRLLAGPSD |  | KALSFVLKEN |  | DSGEVNWDAF |
| SMPELHNFLR |  | ILQREEEEHL |  | RQILQKYSYC |  | RQKIQEALHA |  | CPLG       |

A: Аланін

C: Цистеїн

D: Аспарагінова кислота

E: Глутамінова кислота

F: Фенілаланін

G: Гліцин

H: Гістидин

I: Ізолейцин

K: Лізин

L: Лейцин

M: Метіонін

N: Аспарагін

P: Пролін

Q: Глутамін

R: Аргінін

S: Серин

T: Треонін

V: Валін

W: Триптофан

Кодований геном білок за функцією належить до фосфопротеїнів. 
Задіяний у таких біологічних процесах як клітинний цикл, поліморфізм, ацетиляція, альтернативний сплайсинг. 
Білок має сайт для зв'язування з іонами металів, іоном цинку. 
Локалізований у цитоплазмі, цитоскелеті, ядрі.